# Nahual caballero
Espèce
Synonymes
- Stenochrus caballero Monjaraz-Ruedas & Francke, 2018

Nahual caballero est une espèce de schizomides de la famille des Hubbardiidae.

## Distribution
Cette espèce est endémique d'Oaxaca au Mexique. Elle se rencontre vers San José Tenango dans la Sierra Mazateca.

## Description
Le mâle holotype mesure 4,32 mm, les mâles mesurent de 3,92 à 4,32 mm et les femelles de 4,32 à 4,44 mm.

## Étymologie
Son nom d'espèce lui a été donné en référence au lieu de sa découverte, le Cerro Caballero.

## Publication originale
- Monjaraz-Ruedas & Francke, 2018 : Five new species of Stenochrus (Schizomida: Hubbardiidae) from Oaxaca, Mexico. Zootaxa, no 4374(2), p. 189-214.